# Centre International Jules-Verne
Das Centre International Jules-Verne (CIJV) ist eine 1972 gegründete Gelehrtengesellschaft mit Sitz in Amiens in Frankreich. Sie befasst sich mit dem Werk des Schriftstellers Jules Verne und war bis etwa 2015 im Besitz von rund 21.000 Dokumenten über ihn.

## Beschreibung
Das Centre International Jules-Verne wurde am 18. November 1972 von Daniel Compère gegründet, der bis 1981 dessen Präsident war. Jährlich fand ein Mitgliedertreffen statt. Im Jahr 2000 internationalisierte sich die ursprünglich französische Vereinigung aufgrund von 
Anfragen aus und Aktivitäten im Ausland. Bis 2009 hatte die Vereinigung ihren Sitz im Maison de Jules Verne in Amiens. Im Jahre 2005 renovierte sie die Räumlichkeiten aus Anlass des 100. Todestages von Jules Verne. Das Centre International Jules-Verne war mit der Verwaltung des Hauses bis zur Übernahme durch die Bibliotheken von Amiens im Jahr 2011 betraut. Anschließend nahm die Vereinigung ihren Sitz an anderer Stelle in Amiens.
Seit April 2015 stand Bernard Nemitz dem Centre International Jules-Verne (CIJV) vor. Er ist ehemaliger Präsident der Université de Picardie Jules Verne in Amiens. Mit Einstellung der finanziellen Förderung durch die Stadt Amiens im Mai 2015 endeten die Tätigkeiten des CIJV de facto. Es konnten keine Räumlichkeiten mehr unterhalten werden, die Dokumentensammlung ging an die Universitätsbibliothek von Amiens, das Erscheinen der Revue Jules Verne wurde eingestellt und eine Mitgliederverwaltung fand nicht mehr statt. Lediglich die Website der Vereinigung wurde in den Jahren 2016 und 2017 überarbeitet. Unter Nemitz Nachfolgerin Marie-Françoise Melmoux-Montaubin, die auch Vizepräsidentin der Universität ist, erhielt das Centre 2019 in der Universitätsbibliothek einen Raum zur Organisation von Treffen und für Ausstellungen rund um Jules Verne.

## Aufgaben
Dem Centre International Jules-Verne gehörten weltweit etwa 300 Mitglieder an. Darunter war eine hohe Anzahl an Spezialisten und Biographen des Autors. Zu den Aufgaben der Vereinigung gehörten Verlagstätigkeiten durch Herausgabe der zweimal im Jahr erscheinenden Revue Jules Verne und die Organisation von:
- internationalen Treffen
- Wanderausstellungen
- Schulauftritten
- Anpassungen des Werks von Jules Verne an das heutige Publikum

## Präsidenten
- Daniel Compère: 1973–1981
- Maurice und Cécile Compère: 1981–1996
- Jean-Paul Dekiss: 1996–2000
- Nicolas Meyer: 2000–2003
- Pia Daix: 2003–2006
- Nicolas Meyer: 2006–2007
- Eric Hayat: 2007–2009
- Laurence Sudret: 2009–2010
- Samuel Sadaune: 2010
- Samuel Savreux: 2010–2012
- Alexandre Tarrieu: 2012–2015
- Bernard Nemitz: 2015–2019
- Marie-Françoise Melmoux-Montaubin: seit 2019